# Walter Gewecke
Walter Gewecke (* 18. Juli 1867 in Hannover; † nach 1940) war ein deutscher Porträt-, Genre- und Stilllebenmaler der Düsseldorfer Schule.

## Leben
In den Jahren 1903 bis 1912 studierte Gewecke Malerei an der Kunstakademie Düsseldorf. Dort waren Peter Janssen der Ältere und Eduard von Gebhardt, dessen Meisterschüler er war, seine Lehrer. Gewecke malte Porträts, Genreszenen und Stillleben. In Düsseldorf, wo er sich niederließ, ist er bis 1940 dokumentiert.